# Nikon F80
Pour les articles homonymes, voir F80.
Le Nikon F80 est un appareil photographique reflex mono-objectif autofocus argentique commercialisé par la firme Nikon à partir de 2000.

## Histoire
Le Nikon F80 est un appareil de milieu de gamme. Il prend place dans la gamme entre le Nikon F65 et le F100.

## Caractéristiques
Reflex mono-objectif 35 mm autofocus à exposition automatique. Compatible avec les objectifs en monture Nikon F avec AI. Son autofocus ne fonctionne évidemment qu'avec des objectifs AF. L'autofocus est muni de cinq capteurs. l'obturateur plan focal à rideaux métalliques défilants verticalement donne les vitesses de 30 secondes à 1/4000.
Le viseur couvre 92% du champ.
La mesure de lumière TTL est matricielle dix zones, centrale ou pondérée. L'exposition peut se faire selon quatre modes :
- Programmé avec décalage.
- Priorité ouverture
- Priorité vitesse
- Manuel

L'appareil est muni d'un flash intégré de nombre guide 12 et d'un sabot pouvant recevoir n'importe quel flash avec différents niveaux d'utilisation des fonctions de l'appareil.